# Costas Mandylor
Costas Theodosopoulos, poznatiji kao Costas Mandylor (Melbourne, 3. rujna 1965.), australski glumac. Rođen je 3. rujna 1965. u Melbourneu kao sin Louise (rođene Mandylaris) i Yannisa Theodosopoulosa, vozača taksija.
Prvobitnu slavu stiče ulogom zamjenika Kennyja u seriji Picket Fences, dok je danas najpoznatiji po ulogama Hondshewa u filmu Beowulf i detektiva Marka Hoffmana u filmovima Slagalica strave III, IV i V. Zajedno s bratom Louisom je igrao u epizodi "Saving Private Leo" u seriji Charmed. 
Mandylor je velik obižavatelj nogometa i nekoliko je puta igrao za klub Hollywood United F.C., sastavljen uglavnom od zvijezda i bivših profesionalaca.